# Miss Indonesia
Miss Indonesia ook wel bekend als Miss Indonesië wereld, is een schoonheidswedstrijd die jaarlijks wordt gehouden in Indonesië. De winnares van Miss Indonesia vertegenwoordigt Indonesië tijdens de Miss Universe-verkiezing. De wedstrijd wordt sinds 2005 gehouden, en wordt georganiseerd door RCTI en Sariayu Martha Tilaar.
In 2005 werd de toenmalige laureate, Nadine Chandrawinata, door een militante organisatie aangeklaagd omdat ze in zwemkledij had geposeerd. 

## Erelijst
- 2005 - Imelda Fransisca (West-Java)
- 2006 - Kristania Virginia Bessouw (Noord-Celebes)
- 2007 - Kamidia Radisti (West-Java)
- 2008 - Sandra Angelia (Oost-Java)
- 2009 - Karenina Sunny Halim (Jakarta)
- 2010 - Asyifa Latief (West-Java)
- 2011 - Astrid Ellena (Oost-Java)